# (33100) Udine
(33100) Udine est un astéroïde de la ceinture principale.

## Description
(33100) Udine est un astéroïde de la ceinture principale. Il fut découvert le 28 décembre 1997 à Farra d'Isonzo par l'observatoire astronomique de Farra d'Isonzo. Il présente une orbite caractérisée par un demi-grand axe de 2,33 UA, une excentricité de 0,06 et une inclinaison de 6,8° par rapport à l'écliptique.

## Compléments